# عصير الحصرم

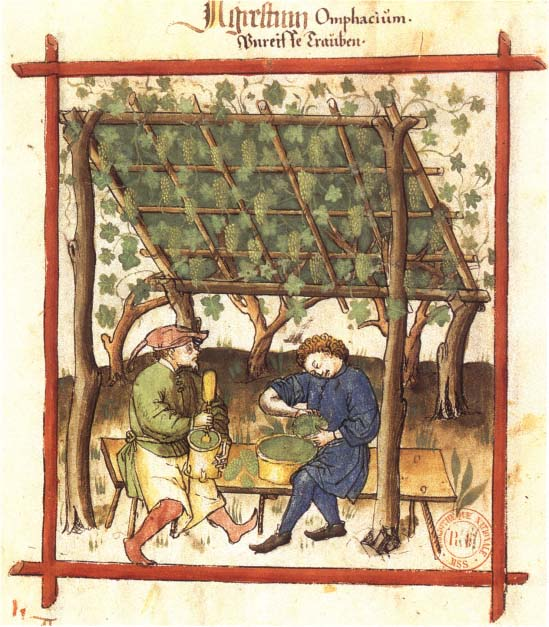
جمع حبات العنب الأخضر لصناعة عصير الحصرم، رسمة ماخوذة من كتاب تقويم الصحة يرجع للقرن الرابع عشر

عصير الحصرم (بالإنجليزية: Verjuice) هو عصير حامض مصنوع من بعض أنواع العنب أو من الحصرم.
وهو شراب يستعمل بشكل واسع في المطبخ السوري. حيث كانت تعده السيدات من العنب المزروع في المزارع.